# 罗紫琳
罗紫琳（1987年6月6日—），上海人，中国大陆知名模特。2011年环球小姐中国区总决赛冠军，2011年第60届环球小姐总决赛第五名。

## 生平

### 学生时代
罗紫琳在高中前，一直因为身高而感到自卑，一米八的身高比多数大陆男学生都高。罗紫琳不想在同龄人中间过于显眼，每天只得驼着背走路。因为身材过于高挑，罗紫琳很难买到适身的裤子，尤其是运动裤，而学校的体育课规定必须穿运动裤。罗紫琳就跟老师商量，假如自己的体育测试成绩达到90分，就允许穿着牛仔裤上课。高中时候，罗紫琳还对自己的外貌很不自信：“当时我不喜欢自己的肤色，一点都不白，不喜欢自己的嘴唇，因为不是樱桃小嘴。后来我慢慢开始接受真实的自己，我就是这个样子，是我爸妈给我的，我为什么不接受呢。尤其是我成为模特后，找到了适合自己的路，当初让我自卑的缺点也成了优势。”

### 职业生涯
罗紫琳成为模特前，曾经在瑞士商会实习过，发现自己并不适合朝九晚五的生活，所以选择了转行。罗紫琳成为模特后，因为当时进入中国的国外品牌不多，多数中国设计师都喜欢找175公分左右的模特，所以导致像罗紫琳这种身形的模特工作机会缺少。罗紫琳在与著名设计师陆坤合作过一次后，由于她出色地演绎出了服装的精髓，深得陆坤喜爱，伺候就两人开始了长期的合作。罗紫琳说：“陆坤是我的启蒙老师，他对我帮助很大，我非常敬重他。”

## 履历

### 时装秀
诺基亚

柯达

邓达智

帕兰朵

东北虎

杉杉

应大皮草

欧柏兰奴

马克力仙奴

马克华菲

中国国际时装周苏州丝绸节

上海时装周

法拉利车展

### 平面广告
百思图

青岛啤酒

### 杂志封面
上海新娘

大都市

都市生活

壹周刊

优雅

## 奖项
- 2003年3月 获2003上海国际时装模特大赛上海赛区亚军

- 2004年10月 获第五届中国中央电视台电视模特大赛合肥赛区冠军

- 2004年12月 获第五届中国中央电视台电视模特大赛全国总决赛第4名

- 2011年7月 获2011环球小姐中国区总决赛冠军及最佳人气奖

- 2011年 获得第60届环球小姐总决赛第五名

- 2013年 获得The Face前3名